# Peter Lantzsch
Peter Lantzsch (* 10. September 1952) ist ein ehemaliger deutscher Radrennfahrer und nationaler Meister im Radsport.

## Sportliche Laufbahn
Lantzsch gewann 1970 bei der DDR-Kinder- und Jugendspartakiade in der Klasse Jugend A das Mannschaftszeitfahren, in seinem Team fuhr auch Wolfgang Lötzsch.
Lantzsch siegte 1975 bei den DDR-Straßen-Radmeisterschaften im Mannschaftszeitfahren mit dem Vierer des SC Karl-Marx-Stadt. Mit ihm gewannen Thomas Schneider, Joachim Vogel und Lothar Pfuhl den Titel. In der DDR-Meisterschaft im Straßenrennen 1975 wurde er Zweiter. Mit der Nationalmannschaft bestritt er die Tour de Bohemia 1975. Fünfmal war er am Start der DDR-Rundfahrt, sein bestes Resultat war der 12. Platz 1974. 1975 wurde er in die DDR-Nationalmannschaft berufen und startete bei Rundfahrten in der ČSSR und Ungarn. Er siegte im Etappenrennen um den Mecsek-Cup in Ungarn. 1979 beendete er seine Laufbahn.